# Pontska Republika
Pontska Republika je bila kratkovjeka država Pontskih Grka. Nalazila se na sjeveroistočnom dijelu poluotoka Male Azije, u sjeveroistočnom dijelu današnje Turske.
Postojala je od 1917. do 1919. godine.
Pontska Republika nikad nije bila službeno proglašena, ali središnja vlast odnosno "embrij države" je postojao, iako nije zauzimao sva područja na koja je polagao pravo.
Pontski Grci su se pobunili protiv Turskog Carstva za vrijeme Prvog svjetskog rata, pod vodstvom trabzonskog i kasnijeg atenskog nadbiskupa Harilaosa Filipidesa, redovničkog imena Hrizanthos. 
Godine 1917. Grčka i sile Antante počele su raditi na stvaranju grčke autonomne države na Pontu odnosno na Ponto-armenskoj federaciji.
Trabzon je bio de facto glavnim gradom ove republike, a državni grb bio je jednoglavi orao, simbol dinastije Komnena, vladara Trapezuntskog Carstva.
Nakon što se raspala bojišnica snaga države Grčke za vrijeme grčko-turskog rata 1919.-1922., planovi o potpuno nezavisnoj državi grčkog naroda u ovom području su u potpunosti propali.

## Poveznice
- Pontski genocid
- Maloazijske grčke izbjeglice